# Am Langenkanal, Silo II (Stralsund)

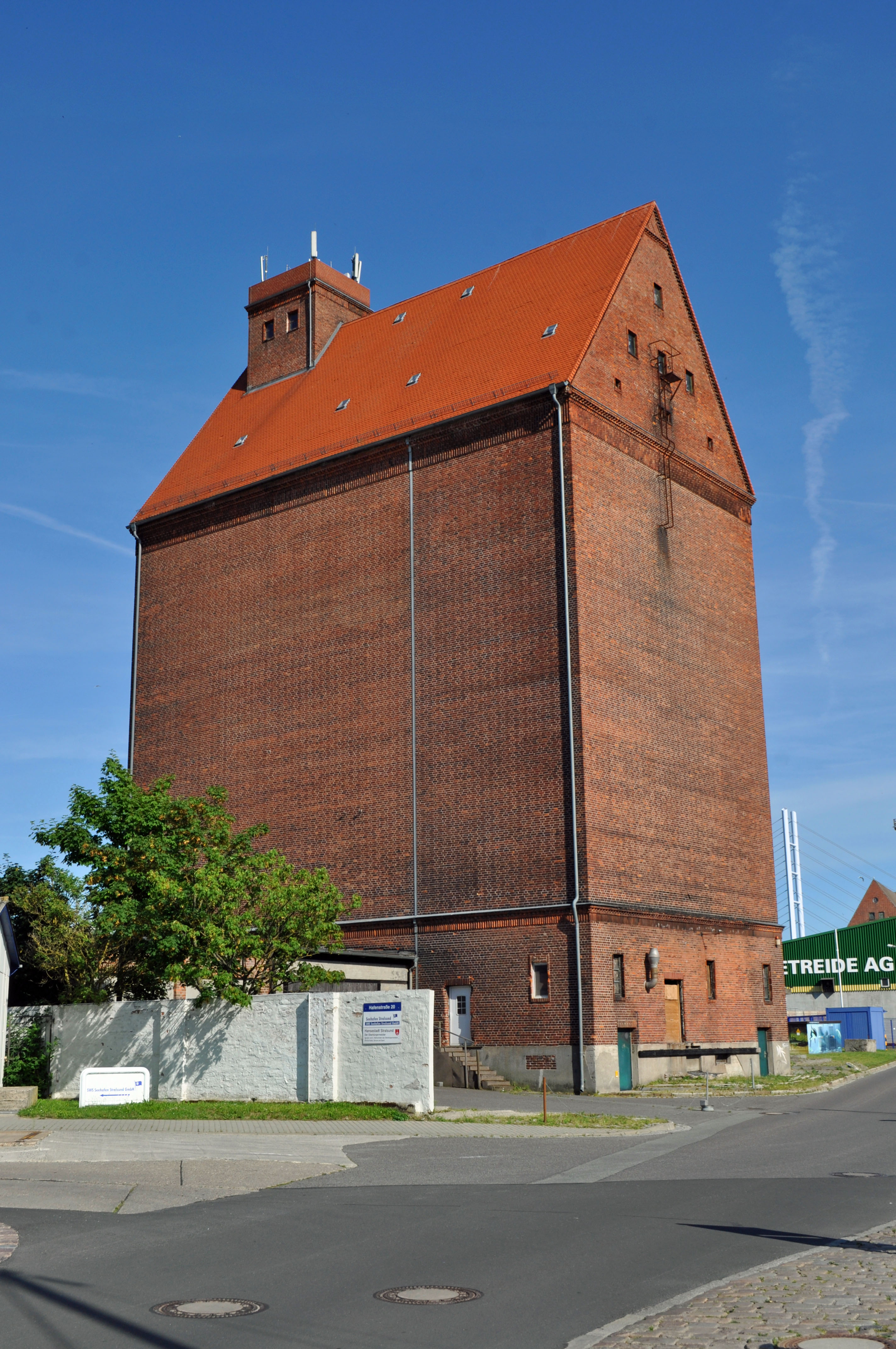
Das Haus Am Langenkanal, Silo II, in Stralsund (2012)

Das Haus Am Langenkanal, Silo II ist ein denkmalgeschütztes Gebäude in der Hansestadt Stralsund in der Straße Am Langenkanal auf der Hafeninsel. Er gehört zum Ensemble der Speicher auf der Hafeninsel und prägt damit die Silhouette der Stadt.
Der hohe Backsteinbau mit Satteldach wurde im Jahr 1935 errichtet und in den Jahren 1938 und 1939 erweitert. Das Gebäude wurde als Silo für Getreide genutzt.
Die Fassade ist äußerst schlicht gehalten; einzig an der Ostseite des Silos sind in sechs Geschossen kleine Fenster angeordnet, auch zwei kräftige Gesimse über dem Erdgeschoss und unter der Traufe prägen die Fassade.
Das Gebäude liegt im Randgebiet des von der UNESCO als Weltkulturerbe anerkannten Stadtgebietes des Kulturgutes „Historische Altstädte Stralsund und Wismar“. In die Liste der Baudenkmale in Stralsund ist es mit der Nummer 23 eingetragen.